# 김홍지
김홍지(1947년 7월 6일~)는 대한민국의 영화배우이다

## 출연작

### 영화
- 1977년 영화 《야행》

## 학력
- 이화여자고등보통학교 (졸업)